# Kristian Pedersen (Turner)
Oluf Kristian Edvin Pedersen (* 14. März 1878 in Kopenhagen; † 8. März 1917 ebenda) war ein dänischer Turner.

## Erfolge
Kristian Pedersen, der für den Verein Københavns Gymnastikforening turnte, nahm 1906 an den offiziell nicht anerkannten Olympischen Zwischenspielen in Athen teil, bei denen er mit der dänischen Mannschaft im Riegenturnen die Silbermedaille gewann. In der aus sechs Riegen bestehenden Konkurrenz setzten sich die Norweger mit 19,00 Punkten vor den Mannschaften aus Dänemark und Italien durch.
1912 gab Pedersen in Stockholm bei den Olympischen Spielen als Mitglied der dänischen Turnriege im Wettbewerb, der nach dem sogenannten freien System ausgetragen wurde, schließlich sein offizielles Olympiadebüt. Dabei traten insgesamt fünf Mannschaften an, die aus 16 bis 40 Turnern bestehen und während des einstündigen Wettkampfs gleichzeitig antreten mussten. Es wurden die Ausführungen der geturnten Übungen an den Geräten bewertet, aber auch der Einmarsch zu Beginn und der Ausmarsch am Ende. Das Gesamtergebnis war ein Durchschnittswert der fünf Kampfrichterwertungen. Neben den Dänen traten auch Turnriegen aus Norwegen, Finnland, dem Deutschen Reich und Luxemburg an. Mit 114,25 Punkten setzten sich die Norweger gegen ihre Konkurrenten durch: Die Finnen erzielten 109,25 Punkte und belegten damit vor den drittplatzierten Dänen mit 106,25 Punkten den zweiten Platz.
Pedersen gewann zusammen mit Axel Andersen, Hjalmart Andersen, Halvor Birch, Wilhelm Grimmelmann, Arvor Hansen, Christian Hansen, Marius Hansen, Charles Jensen, Hjalmar Johansen, Poul Preben Jørgensen, Carl Krebs, Vigo Meulengracht Madsen, Lukas Nielsen, Rikard Nordstrøm, Steen Olsen, Oluf Olsson, Carl Pedersen, Niels Petersen und Christian Svendsen die Bronzemedaille.